# Газімурські Кавикучі
Газіму́рські Кавикучі́ (рос. Газимурские Кавыкучи) — село у складі Газімуро-Заводського району Забайкальського краю, Росія. Входить до складу Трубачовського сільського поселення.

## Населення
Населення — 124 особи (2010; 133 у 2002).
Національний склад (станом на 2002 рік):
- росіяни — 100 %